# Физико-математический лицей № 366
Физико-математический лицей 366 — средняя общеобразовательная школа Санкт-Петербурга (Россия). Одна из лучших физико-математических школ города.

## О лицее
Школа существует с 1947 года. В 1965 году она стала физико-математической, а в 1993 году получила статус лицея.
В лицее углублённо изучаются математика, физика, информационные технологии. На 2010 год — лицей является лучшим в Петербурге по результатам ЕГЭ.
В лицее проводится культурно-эстетическое воспитание: изучение истории города, экскурсионные поездки, занятия в хоровой студии «Гармония» и изостудии «Эхо», в интеллектуальном клубе «Что? Где? Когда?».
В плане подготовки будущих кадров с лицеем сотрудничает такое известное оборонное предприятие, как НПП «Радар ММС», один из лидеров в области создания радиоэлектронных систем и комплексов, точного приборостроения, программного обеспечения, признанный системный интегратор бортового радиоэлектронного оборудования..

## Историческая справка
- 1947 — По адресу ул. Гастелло, 12 открывается неполная семилетняя школа № 366. Среди первоклассников — Валя Фадеева, в 1984—2002 году бывшая директором школы.

Первый директор — Прасковья Михайловна Киселева.
- 1952 — По решению ГорОНО школа разделена на мужскую № 366 (занятия ведутся в первую смену) во главе которой директор — Каргин Александр Николаевич, и женскую № 365 (вторая смена), директором которой остаётся П. М. Киселева.
- 1954 — Переезд в новое здание на улице Фрунзе, 12. Возвращается совместное обучение мальчиков и девочек.
- 1957 — Получает (одной из первых в городе) статус средней общеобразовательной трудовой политехнической школы с производственным обучением и переходит на одиннадцатилетнее обучение. Директор — Гужиев Виктор Иванович.
- 1958 — По решению ГорОНО в школе оствлены только 9—11 классы, около 900 учащихся 16—18-летнего возраста. Директор — Дмитрий Фокиевич Жгун.
- 1961—1962 — Под руководством учителя Ирины Петровны Тетюевой в школе выпускается литературный журнал.
- 1965 — Эксперимент с политехнической школой закончен — школа становится 10-летней. Директором вновь становится А. Н. Каргин, он добивается разрешения на углубленное изучение физики и математики в 9—10-х классах — школа становится физико-математической. Школьники участвуют в Турнире старшеклассников на телевидении. Под руководством учителя географии Людмилы Николаевны Грачёвой работает секция спортивного ориентирования, организуются походы на Урал, Кавказ, Памир, Байкал, в Карпаты.
- 1971 — Учитель математики Вилен Михайлович Пoповский начинает вести свой предмет в 9—10-х классах по специальной программе для математических школ.
- 1972 — Директором становится Андрей Антонович Ганзен.
- 1975 — Вводится в строй дополнительное здание школы.
- 1975 — Директор — Минна Игнатьевна Ефименко.
- 1979 — Директор — Зоя Ивановна Заводчикова.
- 1984 — Директором становится учитель физики Валентина Николаевна Фадеева. Выпускница этой школы, она работает в ней со дня её окончания по настоящее время.
- 1993 — Школа получает статус физико-математической школы-лицея. Вводится предмет «История города», начинает работу изостудия «Эхо», хоровая студия «Гармония» и театральная студия.
- 1997: Пятидесятилетний юбилей школы. Торжественный вечер прошёл 23 октября 1997 года в Большом зале Государственной филармонии — Зале Дворянского собрания. За 50 лет школы № 366 состоялось 43 выпуска. Среди 4378 выпускников школы 36 золотых и 89 серебряных медалистов. 98 % выпускников получили высшее образование. Из них около 120 ученых стали докторами наук и более 650 — кандидатами наук.
- 2002 — Директором стала Наталья Алексеевна Попова.
- 2004—2006: Техническое перевооружение: оснащены новым оборудованием кабинеты физики и химии, в кабинетах информатики смонтирована локальная вычислительная сеть, установлены новые компьютеры и сервер. Благоустройство территории лицея.
- 2007 — Лицею исполнилось 60 лет[3].
- 2008 — В лицее появляется музей.[8]
- 2012 — Директором назначена Цветкова Татьяна Кузьминична

## Традиции лицея
- За время работы лицея более 200 её учеников стали победителями олимпиад различного уровня, бывшие ученики лицея становятся победителями студенческих олимпиад, в том числе международных[9].
- ежегодно лицеисты участвуют в международном математическом конкурсе «Кенгуру — математика для всех» и во всероссийской олимпиаде «Русский медвежонок — языкознание для всех»
- в самом лицее проводится круглогодичная Олимпиада по математике (с 1991 года)[10], школьные Олимпиады по английскому языку, биологии, географии, химии, обществознанию
- в последний день каждой четверти проходит День интеллектуальных игр по предметам
- действует интеллектуальный клуб[11], работает совет учащихся
- у лицея есть свои гимн и лицейская песня[12]
- каждый год отмечается традиционный праздник 19 октября — День лицейского братства, ежегодно в Царскосельском лицее происходит торжественный приём учащихся в лицеисты, проводится День науки, во время которого происходят экскурсии в музеи для учеников младших классов и лекции профессоров ВУЗов для старшеклассников[13], отмечаются праздники, посвященные красным датам календаря
- работают хоровая студия «Гармония» и изостудия «ЭХО» — лауреаты и дипломанты различных конкурсов и смотров
- действует система образовательного туризма
- ежегодно проводится День здоровья в Лемболово